# Zonsverduisteringen van 1351 t/m 1360
De periode 1351 t/m 1360 bevat 20 zonsverduisteringen. Deze zijn onderverdeeld in de volgende typen:
- 4 totale
- 7 ringvormige
- 3 hybride
- 6 gedeeltelijke

## Overzicht
Onderstaand overzicht bevat alle details van deze zonsverduisteringen.
| Datum        | UTC op Max | Type         | Stijl                       | Saros nr | Magni- tude | Lengte op Max | Coördinaten op Max |
| ------------ | ---------- | ------------ | --------------------------- | -------- | ----------- | ------------- | ------------------ |
| 25 mei 1351  | 20:52:03   | hybride      | centraal                    | 117      | 1.0016      | 0m 9s         | 33.7n 135.5w       |
| 19 nov. 1351 | 17:18:04   | ringvormig   | centraal                    | 122      | 0.9608      | 3m 32s        | 49.4z 92.7w        |
| 14 mei 1352  | 09:04:24   | totaal       | centraal                    | 127      | 1.0427      | 2m 18s        | 73.6n 48.5w        |
| 7 nov. 1352  | 19:47:15   | gedeeltelijk |                             | 132      | 0.5826      | -             | 62.8z 109.7o       |
| 28 sep. 1353 | 02:13:52   | gedeeltelijk |                             | 104      | 0.8481      | -             | 61.0n 134.1w       |
| 25 mrt. 1354 | 08:30:21   | hybride      | centraal                    | 109      | 1.0149      | 1m 23s        | 4.4z 60.0o         |
| 17 sep. 1354 | 09:54:40   | hybride      | centraal                    | 114      | 1.0122      | 1m 7s         | 14.2n 39.3o        |
| 14 mrt. 1355 | 16:13:55   | ringvormig   | centraal                    | 119      | 0.9552      | 4m 22s        | 31.2n 79.3w        |
| 7 sep. 1355  | 00:09:07   | totaal       | centraal                    | 124      | 1.0586      | 4m 43s        | 19.2z 165.3o       |
| 2 mrt. 1356  | 17:13:18   | gedeeltelijk |                             | 129      | 0.4225      | -             | 60.9n 157.2w       |
| 26 aug. 1356 | 16:52:10   | gedeeltelijk |                             | 134      | 0.7477      | -             | 61.2z 148.1w       |
| 21 jan. 1357 | 01:46:45   | ringvormig   | centraal                    | 101      | 0.9543      | 2m 56s        | 70.1z 116.8w       |
| 17 juli 1357 | 20:50:34   | ringvormig   | centraal                    | 106      | 0.9942      | 0m 26s        | 61.5n 100.5w       |
| 10 jan. 1358 | 11:37:17   | totaal       | centraal                    | 111      | 1.0183      | 1m 38s        | 32.0z 14.4o        |
| 7 juli 1358  | 01:41:45   | ringvormig   | middelste eclips Sarosserie | 116      | 0.9562      | 5m 22s        | 19.6n 156.6o       |
| 31 dec. 1358 | 02:29:35   | totaal       | centraal                    | 121      | 1.0454      | 4m 18s        | 5.1n 140.0o        |
| 26 juni 1359 | 02:16:31   | ringvormig   | centraal                    | 126      | 0.9463      | 6m 30s        | 29.9z 138.3o       |
| 20 dec. 1359 | 17:50:58   | gedeeltelijk |                             | 131      | 0.7231      | -             | 65.2n 106.0w       |
| 14 juni 1360 | 05:56:04   | gedeeltelijk | eerste eclips Sarosserie    | 136      | 0.0495      | -             | 65.8z 78.2o        |
| 9 nov. 1360  | 13:27:09   | ringvormig   | centraal geen zuiddgrens    | 103      | 0.9366      | 3m 53s        | 76.8z 166.6w       |

### Legenda
| Kolomhoofd         | Uitleg                                                                                                |
| ------------------ | --- |
| Datum              | Datum op het moment van het maximum van de eclips                                                     |
| UTC op Max         | Tijd in UTC op het moment van het maximum van de eclips                                               |
| Type               | Type van de eclips                                                                                    |
| Stijl              | Binnen een type zijn verschillende stijlen mogelijk                                                   |
| Sarosnr            | Het nr van de sarosreeks waartoe de eclips behoort                                                    |
| Magnitude          | Percentage van verduistering van de middellijn van de zon op het moment van het maximum van de eclips |
| Lengte op Max      | Tijdsduur van de eclips op de plek met het maximum                                                    |
| Coördinaten op Max | Coördinaten op het moment van het maximum van de eclips                                               |